# Сърцево
Сърцево е село в Югоизточна България. То се намира в община Твърдица, област Сливен.

## География
Селото е разположено върху най-северните склонове на Средна гора. Северно от него на километър минава река Тунджа.